# The City Rooms (Leicester)
The City Rooms - budynek w centrum miasta Leicester w Wielkiej Brytanii. Budynek położony przy ulicy Hotel Street.
Budynek zaliczony do klasy zabytków w Anglii.
The City Rooms zbudowany w stylu gruzińskim, ukończony i oddany do użytku w 1800 roku.
W 2005 - 2007 roku budynek przeszedł gruntowną renowację .
Obecnie budynek posiada trzy oryginalne bogato zdobione sale konferencyjne, wielką salę bankietową, cztery luksusowe pokoje.
Budynek spełnia funkcję luksusowego hotelu.